# PZL.43
Le PZL.43 était un avion de reconnaissance et bombardier léger polonais, conçu au milieu des années 1930 par le constructeur Państwowe Zakłady Lotnicze (PZL), à Varsovie. Il était une version développée pour l'exportation du PZL.23 Karaś.
Son principal utilisateur fut la force aérienne bulgare, qui lui donna le nom de Chaika (en bulgare : « Чайка », signifiant « Mouette »).

## Conception et développement
Le PZL.23 Karaś, avion de reconnaissance et bombardier léger standard polonais, ne pouvait pas être exporté en raison de restrictions de licence sur l'emploi du moteur britannique Bristol Pegasus construit en Pologne par PZL. Le PZL.43 était une version améliorée de cet avion, remplaçant au passage son moteur par un Gnome et Rhône 14K Mistral Major d'origine française. Il fut d'abord proposé à la Roumanie, mais les Roumains le refusèrent en faveur d'appareils de conception locale. Le PZL fut cependant très bien accueilli par les Bulgares, alors en train de reformer leur force aérienne après une période de traités post-Première Guerre mondiale contraignants. Une commande fut émise en avril 1936.
Aucun prototype ne fut construit, et l'avion fut directement produit en série, avec un premier lot de douze appareils achevés en 1937. Ils furent désignés PZL.43 et étaient propulsés par des Gnome-Rhône 14Kirs de puissances allant de 900 à 930 ch (671 à 694 kW). En mars 1938 la Bulgarie commanda 42 exemplaires supplémentaires, propulsés par le nouveau Gnome et Rhône 14N-01, une évolution du 14K qui développait 950 à 1 020 ch (708 à 761 kW). Ils furent désignés PZL.43A. Leur production démarra en 1939, mais seuls 36 appareils furent achevés et livrés à la Bulgarie avant l'invasion de la Pologne par les Allemands, en septembre 1939.
L'appareil était parfois désigné « PZL P.43 » mais, en dépit d'une abréviation « P.43 » peinte sur la dérive, la lettre « P » était généralement réservée pour des chasseurs conçus par Zygmunt Puławski (en), comme le PZL P.11. Dans certains vieux documents, le PZL.43 est désigné PZL.43A, et le PZL.43A est désigné PZL.43B, mais ces désignations sont incorrectes.

## Caractéristiques
Comme son prédécesseur, le PZL.43 était un monoplan cantilever de conception conventionnelle, à aile basse et de construction entièrement métallique. Son fuselage était de type semi-monocoque. L'équipage consistait en trois membres : un pilote, un bombardier et un observateur/mitrailleur arrière. Les cockpits du pilote et de l'observateur étaient vitrés et en tandem, avec une ouverture pour la mitrailleuse de l'observateur. Le bombardier occupait une position ventrale allongée disposant aussi d'une mitrailleuse défensive à l'arrière. Le train d'atterrissage fixe était massif mais pourtant pas adapté aux terrains difficiles. Les réservoirs dans les sections centrales des ailes contenaient 740 litres de carburant. L'avion était propulsé par une hélice à trois pales.
Les différences entre les deux appareils venaient principalement de l'emploi du moteur Gnome et Rhône 14K, plus long et plus lourd avec ses deux rangées de sept cylindres. Afin de maintenir le centre de gravité à un emplacement correct, le fuselage fut allongé en ajoutant une section centrale, ce qui déplaça la gondole du bombardier vers l'arrière. Le nouveau moteur apportait des gains de performances considérables, la vitesse maximale passant par exemple de 319 km/h à 365 km/h. L'armement fut aussi amélioré, avec l'emploi de deux mitrailleuses fixes wz. 36 (en) tirant vers l'avant, installées dans des carénages décalés afin de ne pas tirer à l'intérieur du disque de rotation de l'hélice. Comme pour le PZL.23, jusqu'à 700 kg de bombes pouvaient être accrochées sous les ailes. Habituellement, l'avion emportait 24 bombes de 12,5 kg, soit un total de 300 kg. Une caméra était également présente.

## Histoire opérationnelle
Après l'invasion de la Tchécoslovaquie de mars 1939, dans le cadre d'une situation politique aux tensions grandissantes, la force aérienne polonaise proposa de réquisitionner la commande bulgare de PZL.43A. Une décision peu réfléchie des autorités militaires, ayant peur des pénalités, fut de respecter les engagements pris et d'honorer la commande (les pénalités auraient été quasiment équivalentes au prix de deux avions, soit environ 440 000 zlotys). Les premiers des 36 exemplaires furent livrés à la Bulgarie en juin 1939, les derniers arrivant en août, juste avant le début de la Seconde Guerre mondiale. Avec douze PZL.43 et deux PZL.43A livrés par l'Allemagne en 1940, la Bulgarie obtint en tout un total de 50 avions. Ils servirent initialement dans trois escadrons de douze avions chacun du 1er groupe de ligne (linyen orlyak). À partir de 1942, ils furent utilisés dans les 1er régiment de reconnaissance et 2e régiment de ligne. Les Chaikas furent utilisés principalement pour l'entraînement et la recherche de Partisans en Macédoine en 1943 et 1944. Plusieurs s'écrasèrent en service et furent victimes de problèmes d'approvisionnement en pièces détachées. Ils furent retirés du service au combat en 1944, puis totalement retirés des registres en 1946.
Au moment de l'invasion allemande de la Pologne, neuf PZL.43A de la commande bulgare étaient emballés dans des caisses prêtes à la livraison ou étaient incomplets, deux exemplaires n'ayant pas d'hélice. Cinq furent déplacés à l'aérodrome de Bielany et récupérés par la force aérienne polonaise pour être utilisés par le 41e escadron de reconnaissance (Eskadra Rozpoznawcza), qui était essentiellement équipé de PZL.23 Karaś. Ils effectuèrent des missions de reconnaissance, mais ils étaient les deux seuls avions restants le 10 septembre 1939. L'un fut descendu par un Messerschmitt Bf 110 à Michałówek, près de Sulejówek, et son équipage fut tué. L'autre, endommagé par une paire de Messerschmitt Bf 109 deux jours plus tard, effectua un atterrissage en catastrophe à Brześć. Ces deux avions avaient probablement encore leurs marquages bulgares, en raison de leur destination initiale.
Trois autres avions complets de la commande bulgare furent laissés à l'aérodrome de l'usine PZL, à Okęcie, et furent endommagés pendant un raid aérien le 4 septembre, puis capturés par les Allemands. Cinq des appareils endommagés abandonnés à Okęcie et saisis par les Allemands furent réparés et livrés à la Bulgarie. Un autre exemplaire fut conservé un temps par les Allemands pour des essais à Reichlin, en 1940, avant de rejoindre en octobre les autres appareils envoyés à la Bulgarie.

## Versions
- PZL.43 : Première série de production. 12 exemplaires produits ;

First production series, 12 built.
- PZL.43A : Deuxième série de production, dotée d'un moteur Gnome et Rhône 14N-01 plus puissant. 42 exemplaires produits ;
- PZL.43B : Version améliorée, propulsée par un Gnome et Rhône 14N-01 de 980 ch (731 kW).

## Utilisateurs
- Bulgarie :
  - La force aérienne bulgare utilisa 50 exemplaires[4] :
    - Le 2. jato/ Obrazcow Orliak utilisa 12 PZL.43 ;
    - Le 1. Lineen Orliak (escadron de bombardement) utilisa 36 PZL.43A, répartis dans trois escadrons (jato) de douze avions chacun ;
    - Le 1. Razuznawatelen Polk (régiment de reconnaissance) utilisa des PZL.43A entre mars 1942 et août 1944 ;
    - Le 2. Lineen Polk (régiment de bombardement) utilisa des PZL.43A entre mars 1942 et août 1944 ;
    - Le 113. jato za blisko razuznavanye (escadron de reconnaissance à courte distance) utilisa 11 PZL.43A entre août 1944 et le début de l'année 1945 ;
    - Le 123. jato za blisko razuznavanye utilisa 11 PZL.43A entre août 1944 et le début de l'année 1945[5].
- Pologne :
  - Force aérienne polonaise :
    - Le 41e escadron de reconnaissance (41 Eskadra Rozpoznawcza) utilisa 5 PZL.43A.
- Reich allemand :
  - La Luftwaffe testa quelques appareils capturés, avant de les envoyer à la Bulgarie.

### Articles
- (pl) Andrzej Glass et Wojciech Mazur, « PZL.43 "Czajka" - eksportowa wersja 'Karasia' », Militaria, vol. 4, no 1,‎ 1999 (ISSN 1231-692X).
- (en) William Green et Gordon Swanborough, « Balkan Interlude: The Bulgarian Air Arm in WWII », Air Enthusiast, Stamford, Lincs, Royaume-Uni, Key Publishing, no 39,‎ mai–août 1989, p. 58–74 (ISSN 0143-5450).